# Falco (geslacht)
Falco is een geslacht van roofvogels en het typegeslacht van de familie valkachtigen (Falconidae). De wetenschappelijke naam van het geslacht werd in 1758 gepubliceerd door Carl Linnaeus.
In duikvlucht is de slechtvalk het snelste dier ter wereld.
In Nederland en België komen de torenvalk, de boomvalk, het smelleken en de slechtvalk voor. Incidenteel wordt in Nederland ook wel de roodpootvalk gezien. Hun voedsel bestaat uit andere vogels en kleine zoogdieren.

## Soorten
Het geslacht telt 39 soorten, waarvan een is uitgestorven:
- Falco alopex (Heuglin, 1861) – Vosvalk
- Falco amurensis Radde, 1863 – Amoerroodpootvalk
- Falco araeus (Oberholser, 1917) – Seychellentorenvalk
- Falco ardosiaceus Vieillot, 1823 – Grijze torenvalk
- Falco berigora Vigors & Horsfield, 1827 - Grote bruine valk of Haviksvalk
- Falco biarmicus Temminck, 1825 – Lannervalk
- Falco cenchroides Vigors and Horsfield, 1827 – Australische torenvalk
- Falco cherrug Gray, 1834 – Sakervalk
- Falco chicquera Daudin, 1800 – Roodkopsmelleken
- Falco columbarius Linnaeus, 1758 – Smelleken
- Falco concolor Temminck, 1825 – Woestijnvalk
- Falco cuvierii Smith, 1830 – Afrikaanse boomvalk
- Falco deiroleucus Temminck, 1825 – Bonte slechtvalk
- Falco dickinsoni Sclater, 1864 – Dickinsons torenvalk
- Falco eleonorae Gene, 1839 – Eleonora's valk
- Falco fasciinucha Reichenow & Neumann, 1895 – Taita-valk
- Falco femoralis Temminck, 1822 – Aplomadovalk
- Falco hypoleucos Gould, 1841 – Grijze valk
- Falco jugger Gray, 1834 – Indische lannervalk
- Falco longipennis Swainson, 1838 – Australische boomvalk
- Falco mexicanus Schlegel, 1850 – Prairievalk
- Falco moluccensis (Bonaparte, 1850) – Molukse torenvalk
- Falco naumanni Fleischer, 1818 – Kleine torenvalk
- Falco newtoni (Gurney, 1863) – Madagaskartorenvalk
- Falco novaeseelandiae Gmelin, 1788 – Nieuw-Zeelandse valk
- Falco peregrinus Tunstall, 1771 – Slechtvalk
- Falco punctatus Temminck, 1821 – Mauritiaanse torenvalk
- Falco rufigularis Daudin, 1800 – Vleermuisvalk
- Falco rupicoloides Smith, 1829 – Grote torenvalk
- Falco rupicolus Daudin, 1800 – Rotsvalk
- Falco rusticolus Linnaeus, 1758 – Giervalk
- Falco severus Horsfield, 1821 – Oosterse boomvalk
- Falco sparverius Linnaeus, 1758 – Amerikaanse torenvalk
- Falco subbuteo Linnaeus, 1758 – Boomvalk
- Falco subniger G.R. Gray, 1843 – Zwarte valk
- Falco tinnunculus Linnaeus, 1758 – Torenvalk
- Falco vespertinus Linnaeus, 1766 – Roodpootvalk
- Falco zoniventris Peters, 1854 – Gebandeerde torenvalk

Falco pelegrinoides Temminck, 1829, de Barbarijse valk, wordt tegenwoordig opgevat als een ondersoort van de slechtvalk.

### Uitgestorven
- † Falco duboisi Cowles, 1994 – Réunionvalk

## Iconologie
In de iconologie symboliseert de valk de adellijke afkomst. De heilige Cecilia bijvoorbeeld wordt in Nederland vaak met een valk afgebeeld, een typisch attribuut om op haar adellijke afkomst te wijzen.